# Bagnaria Arsa
Ne doit pas être confondu avec Bagnaria.
Bagnaria Arsa est une commune italienne de la province d'Udine dans la région Frioul-Vénétie Julienne en Italie.

## Administration
| Période                                  | Période | Identité | Étiquette | Qualité |
| ---------------------------------------- | ------- | -------- | --------- | ------- |
|                                          |         |          |           |         |
| Les données manquantes sont à compléter. |         |          |           |         |

### Hameaux
Campolonghetto, Castions delle Mura, Privano, Sevegliano

### Communes limitrophes
Aiello del Friuli, Cervignano del Friuli, Gonars, Palmanova, Torviscosa, Visco